# 曽我村 (神奈川県)
曽我村（そがむら）は、神奈川県足柄上郡に存在した村。現在の大井町南西部に位置した。

## 地理
- 川：酒匂川
- 用水路：酒匂堰

## 歴史
- 1889年（明治22年）4月1日 - 町村制の施行により、曽我村、曽我大沢村、鬼柳村、下大井村、西大井村、上大井村が合併して曽我村が発足。
- 1956年（昭和31年）4月1日 - 以下の変更により曽我村廃止。
  - 大字下大井、曽我、曽我大沢、鬼柳が小田原市に編入。
  - 大字西大井、上大井が金田村・相和村と合併して大井町が発足。

## 交通

### 鉄道路線
- 日本国有鉄道（現：東海旅客鉄道）
  - 御殿場線：上大井駅